# Таупири (гора)
Гора Таупири (англ. Mount Taupiri) — холм в южной части хребта Таупири в Уаикато (Новая Зеландия). Самая высокая вершина в регионе, она достигает 288 м над уровнем моря и выходит прямо на юг к городу Таупири. Холм отделён от хребта Хакаримата на юг ущельем Таупири, через которое протекает река Уаикато по одноимённому плато до Нижнего Уаикато. У подножия холма в реку Уаикато впадает ручей Мангавара.

## История
Гора Таупири — священная гора и могильник для племени вайкато народа маори. До XIX века на другой стороне реки, ниже хребта Хакаримата на равнине стояла крупная деревня или город маори Каитотехе. Это был дом Паоа, брата Махуты, до того, как Паоа переехал в Хаураки. Поселение стало центром народа Нгати Махута. Там жили братья Варе и Тапуае, внуки Махуты и лидеры племени Нгати Махута. В 1600-х годах после того как два брата были убиты, сын Тапуа, Те Путу, построил Таупири-па на вершине отрога горы Таупири. Когда Те Путу был пожилым человеком в 1700-х годах, он был предательски убит Нгатоковару из Нгати Раукавы в Те Мата-о-Тутонга в его доме за пределами реки на берегу реки Уаикато. Он был похоронен в па, который, таким образом, стал тапу (святыней) и был оставлен жителями. Ранние европейские путешественники в этом районе вынуждены были переходить к маори с другой стороне реки Уаикато, чтобы избежать священного места.
В начале XIX века Каитотехе был домом Потатау Те Фероферо, главного вождя Нгати Махуты, который стал первым королем маори. Английский исследователь и художник Джордж Френч Ангас посетил Каитотехе в 1844 году и нарисовал сцену с изображением собрания маори (хуи), происходящей в деревне. Гора Таупири видна на заднем плане с другой стороны реки Уаикато (сама река не видна из-за частокола). На низком холме в дальнем правом углу видны остатки заброшенных террас па Те-Путу. Слева, примерно в середине картины, находится еще более низкий, покрытый кустами холм, который был могильником во времена Те Путу и ниже которого стоял его дом Те Мата-о-Тутонга.
Современный могильник находится прямо над Новозеландской государственной автомагистралью 1 и магистральной железнодорожной линией Северного острова на крутом склоне. Парковка и доступ к нему затруднены, потому что автомобильные и железные дороги лежат в основном на суше у подножия склона, который был восстановлен от реки. Умершие короли и королевы маори похоронены в самой высокой части кладбища, на вершине, где стояла па Те Путу.

## Известные захоронения
- Потатау Те Фероферо (ок. 1770—1860) — первый король маори.
- Тафиао (1822—1894) — король маори.
- Короки Махута (1906—1966) — король маори.
- Билли Т. Джеймс (Те Фехи Таитоко; 1948—1991) — новозеландский актёр, музыкант, комедиант.
- Те Атаирангикааху (1931—2006) — королева маори.
- Ватумоана Паки (1927—2011) — муж королевы Те Атаирангикааху.